# Pecio

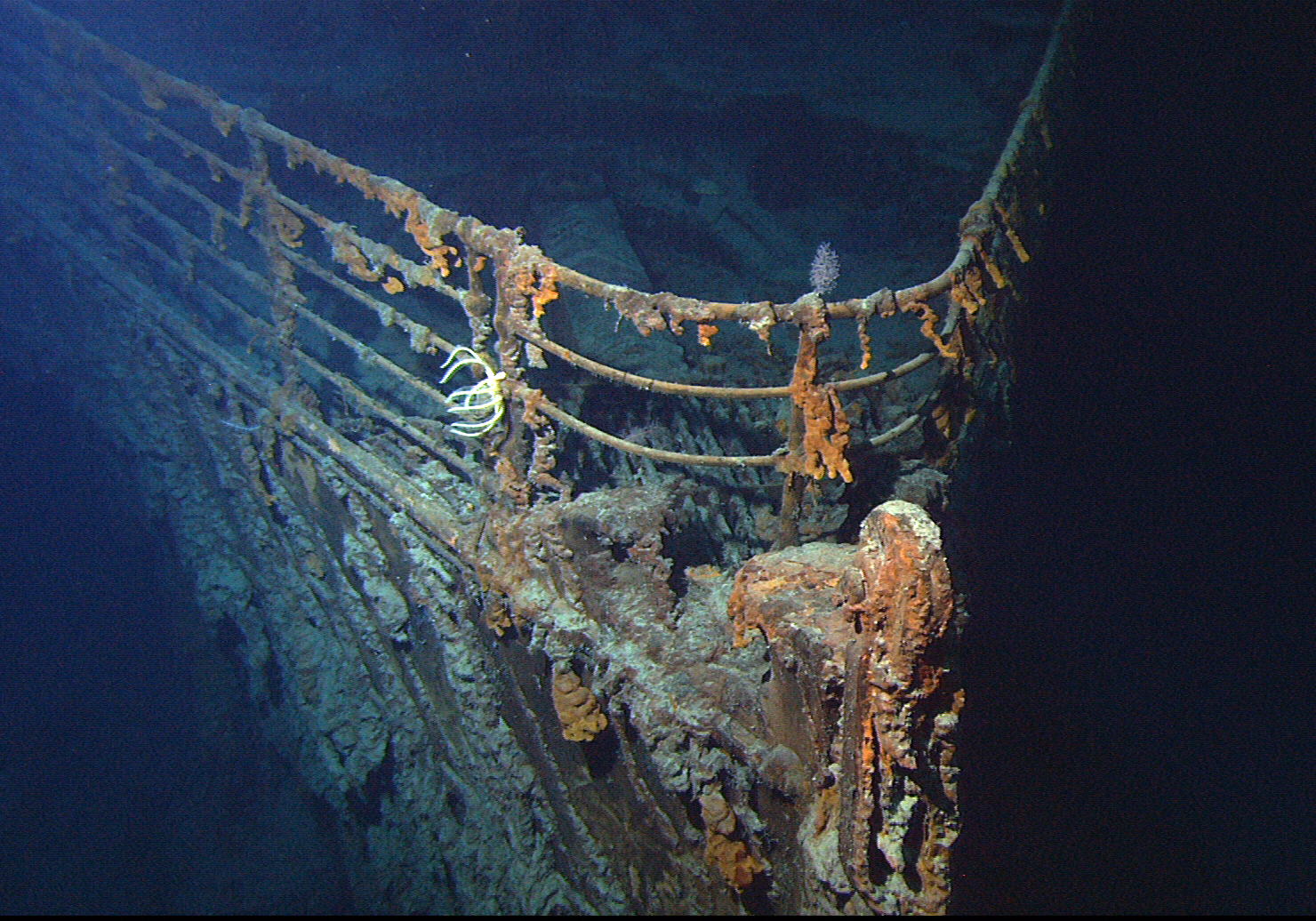
El Titanic es, probablemente, el más famoso de todos los pecios.

Se denomina pecio (del latín posclásico pecia o petia, o en bajo latín pecium o petium, ‘fragmento o pieza rota’) a los restos de un artefacto o nave fabricado por el ser humano, hundido total o parcialmente en una masa de agua (océano, mar, río, lago, embalse, etc.). Un pecio puede ser producto de un accidente marítimo, naufragio o catástrofe natural, pero también puede ser ocasionado por abandono, hundimiento intencional (por ejemplo, crear un arrecife artificial), descuidos o negligencias.
Los pecios más frecuentes son navíos naufragados, pero también existen numerosos pecios de aeronaves o vehículos terrestres. Cuando la tripulación de un barco ha muerto o lo ha abandonado, y el barco ha quedado a la deriva pero sin hundirse, se habla de barcos fantasma.
Los conflictos armados son el origen de gran número y concentración de pecios en las zonas de combate como es el caso del atolón de Truk; en ocasiones se trata de artefactos absolutamente inesperados como es el caso de los carros de combate y otros vehículos militares arrojados por el ejército egipcio a las aguas del mar Rojo para evitar que el material bélico cayera en poder del ejército israelí, y que en la actualidad pueden contemplarse a profundidades de pocos metros en el litoral de la península del Sinaí.

## Los pecios y el patrimonio cultural subacuático

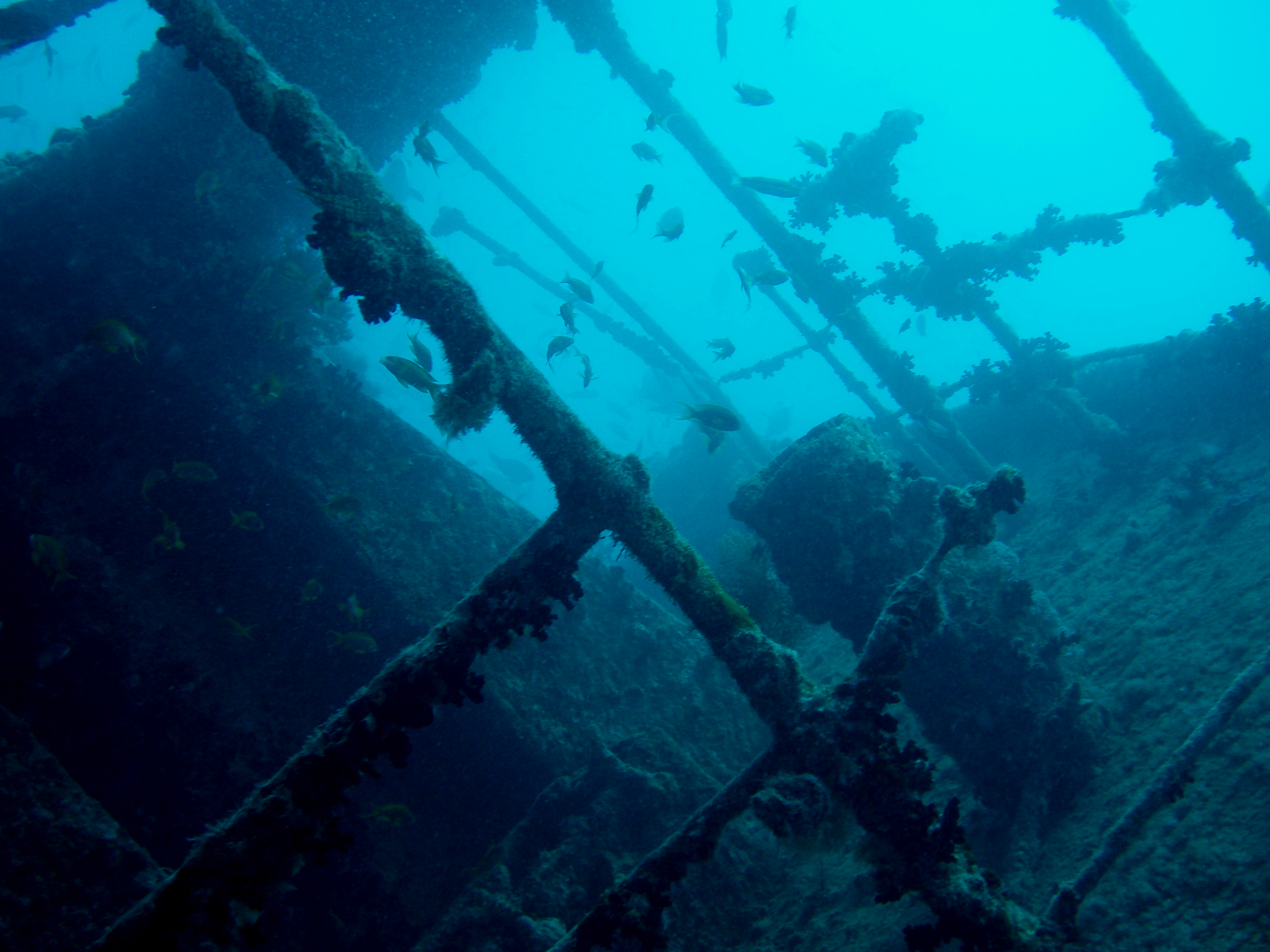
Pecio del '. Los restos de un naufragio a menudo son visitados por exploradores y submarinistas y son importantes por su valor cultural, que permite estudiar distintas épocas y culturas. Así como por su valor ecológico, pues se crea un microhábitat en torno a los restos.

De acuerdo a la UNESCO «un pecio no solo es un cargamento, sino también los restos de un navío, de su tripulación, de sus pasajeros y de las vidas de los mismos». Así pues, el concepto de pecio incluye no solo los restos de una embarcación y de su carga, sino también todos los restos históricos y culturales que se encuentren en su entorno. En un sentido amplio, se incluye toda la obra portuaria, los desechos industriales, desperdicios, objetos abandonados, y otros restos sumergidos o semisumergidos que aporten información relevante de la actividad humana en un entorno geográfico e histórico determinado. Un pecio debe ser considerado, por tanto, en un contexto arqueológico subacuático.
Los pecios forman parte del patrimonio cultural subacuático; por ello, en ocasiones este tipo de restos pueden constituir un yacimiento arqueológico importante, ya que permiten el estudio tanto de la construcción de los barcos en cada época, las diferentes rutas marinas que se seguían a lo largo de la historia, así como la forma de vida de los habitantes de una zona del planeta en una época determinada. Es frecuente encontrar su ubicación en las cartas náuticas marinas.

## Pecios famosos

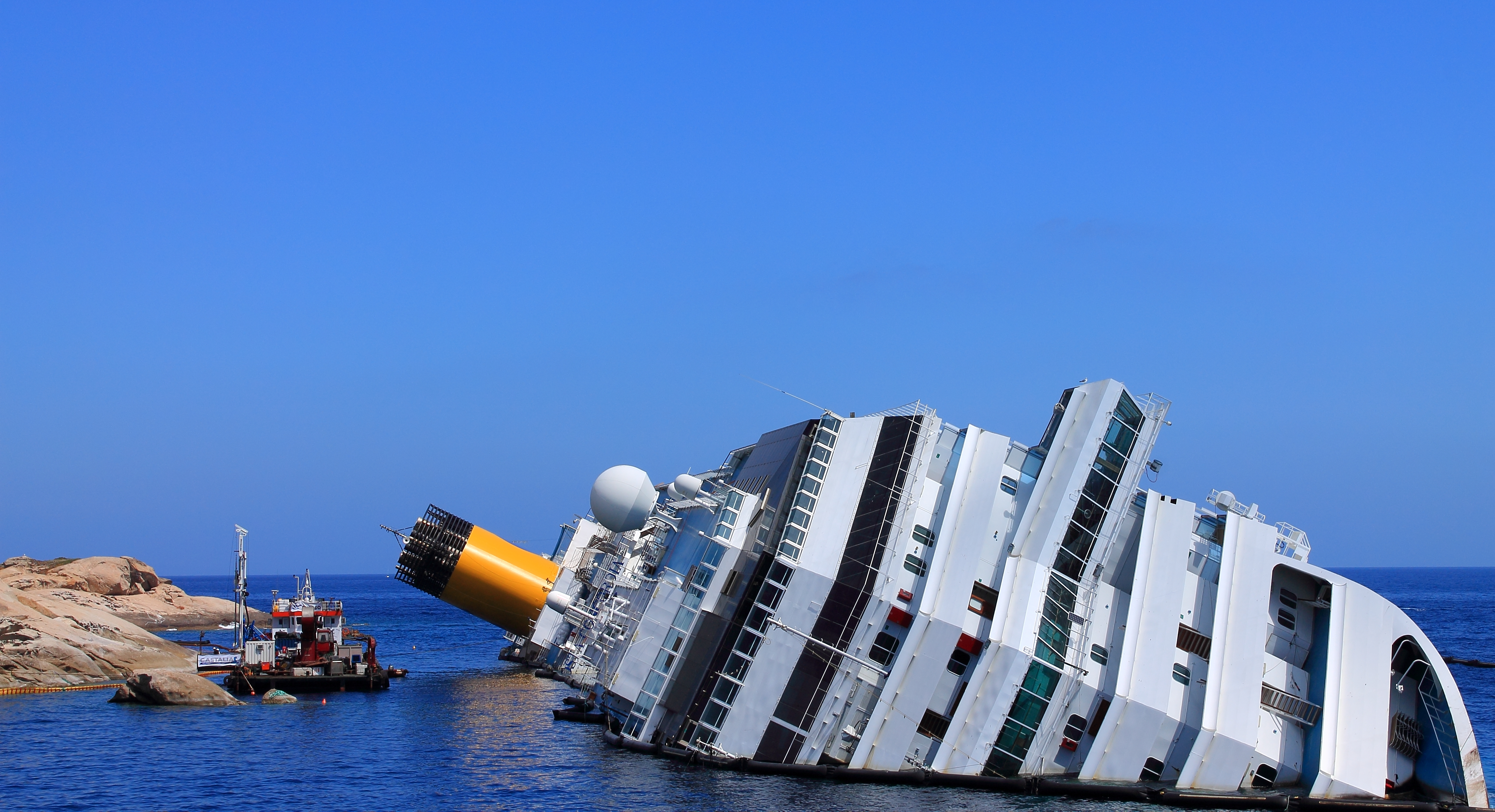
Pecio semihundido del Costa Concordia, posteriormente reflotado.

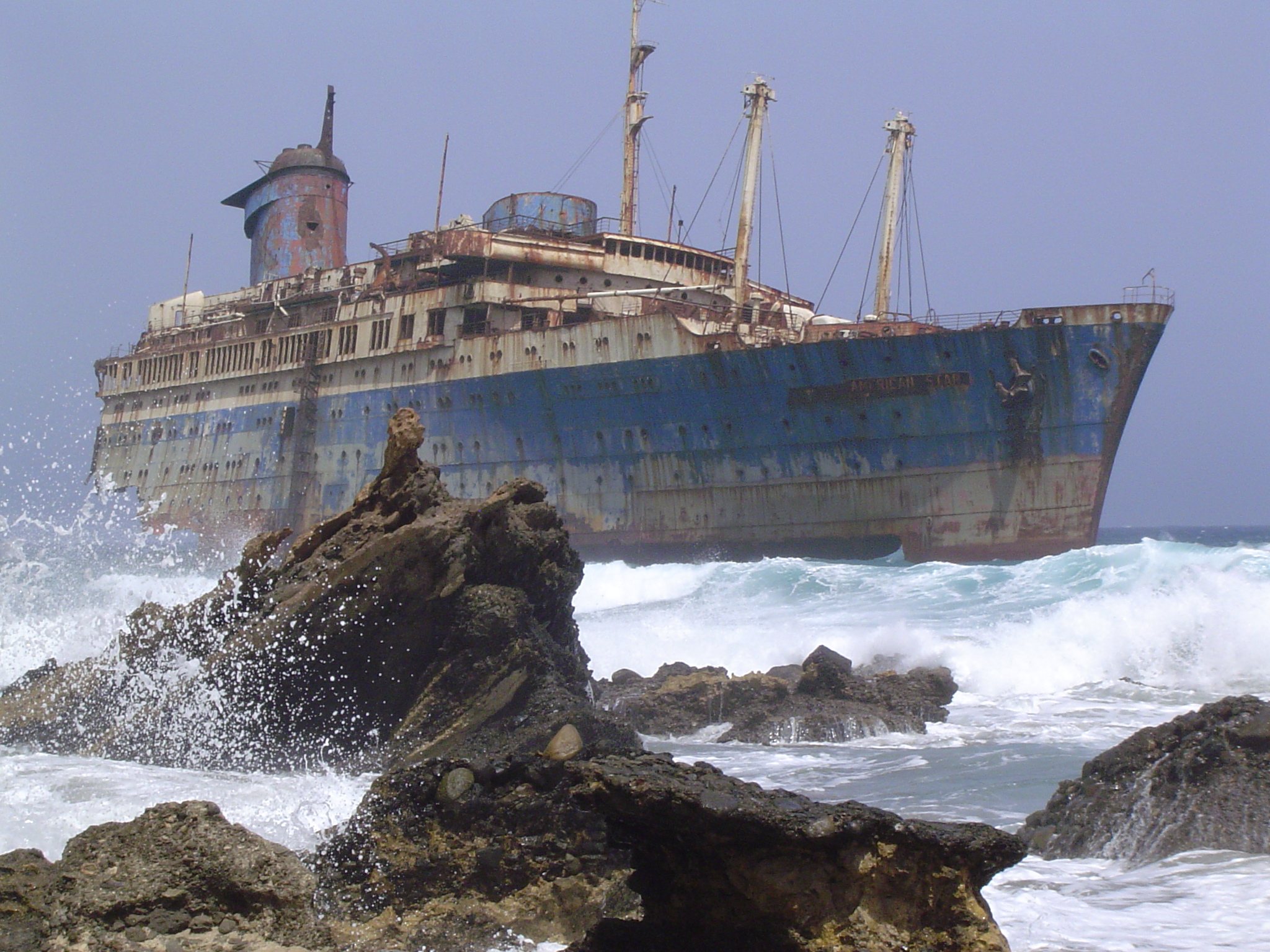
Pecio semisumergido del ' frente a la isla de Fuerteventura, España, año 2004.

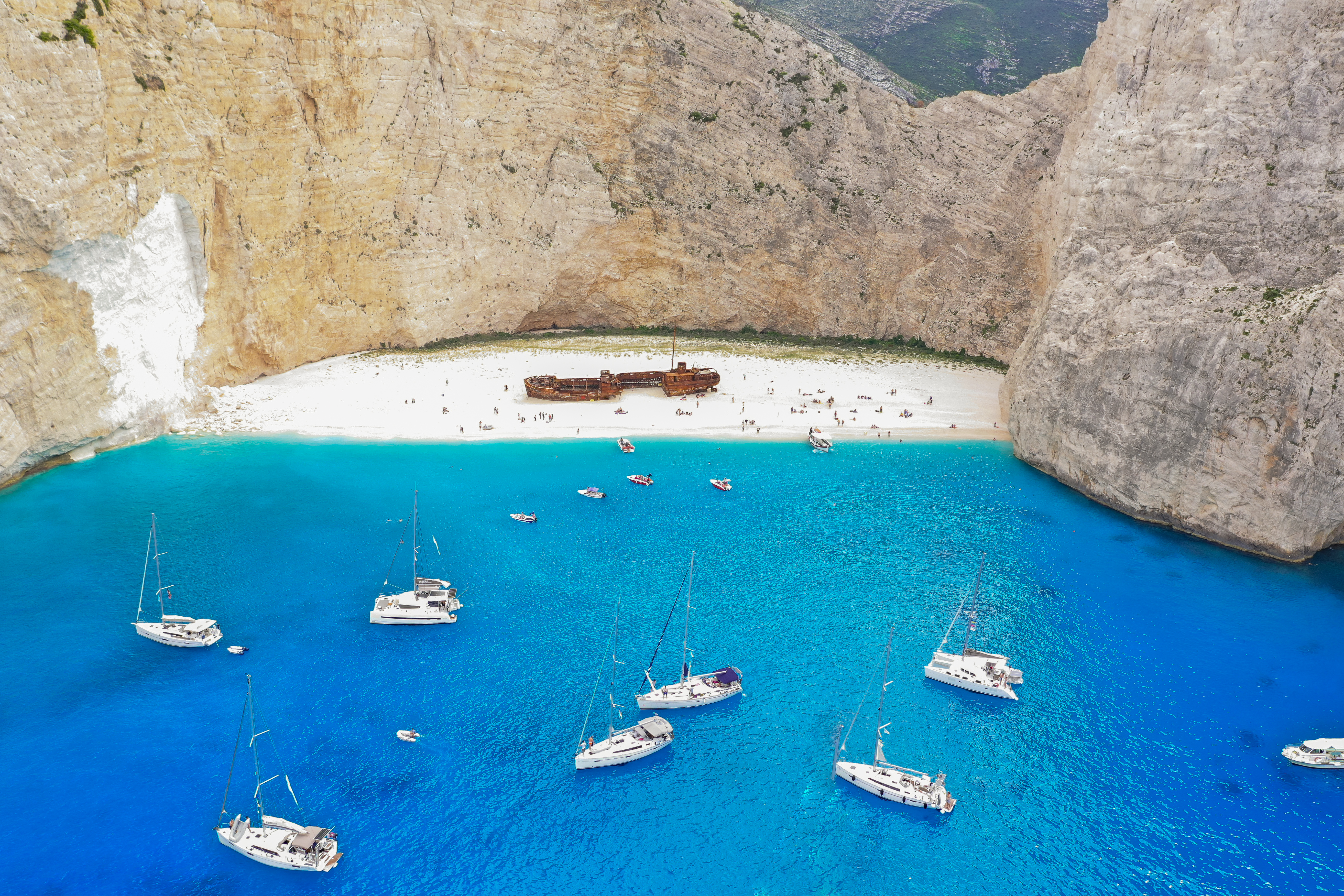
Restos del MV Panagiotis en la playa de Navagio.

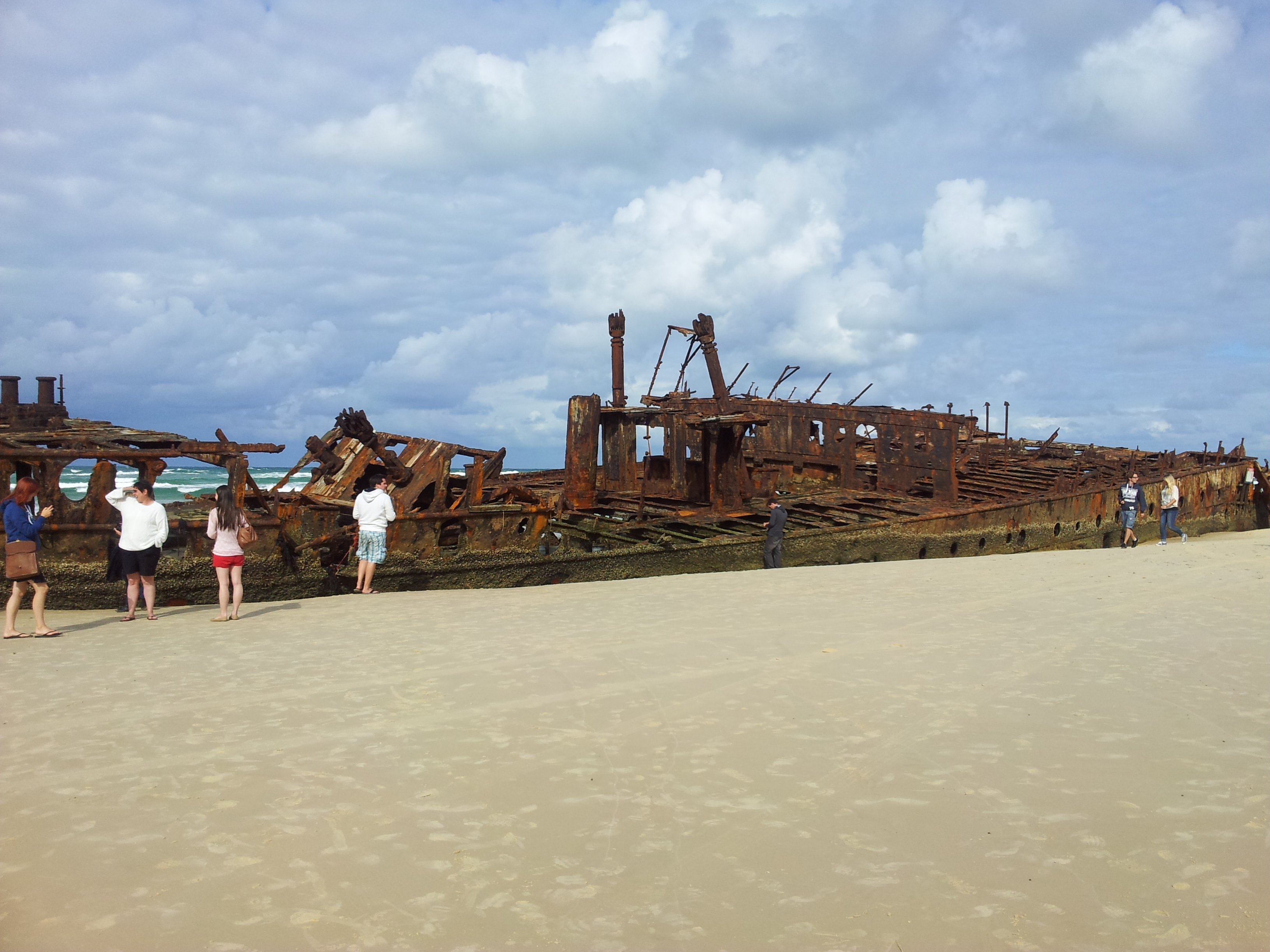
Restos del SS Maheno en Australia.

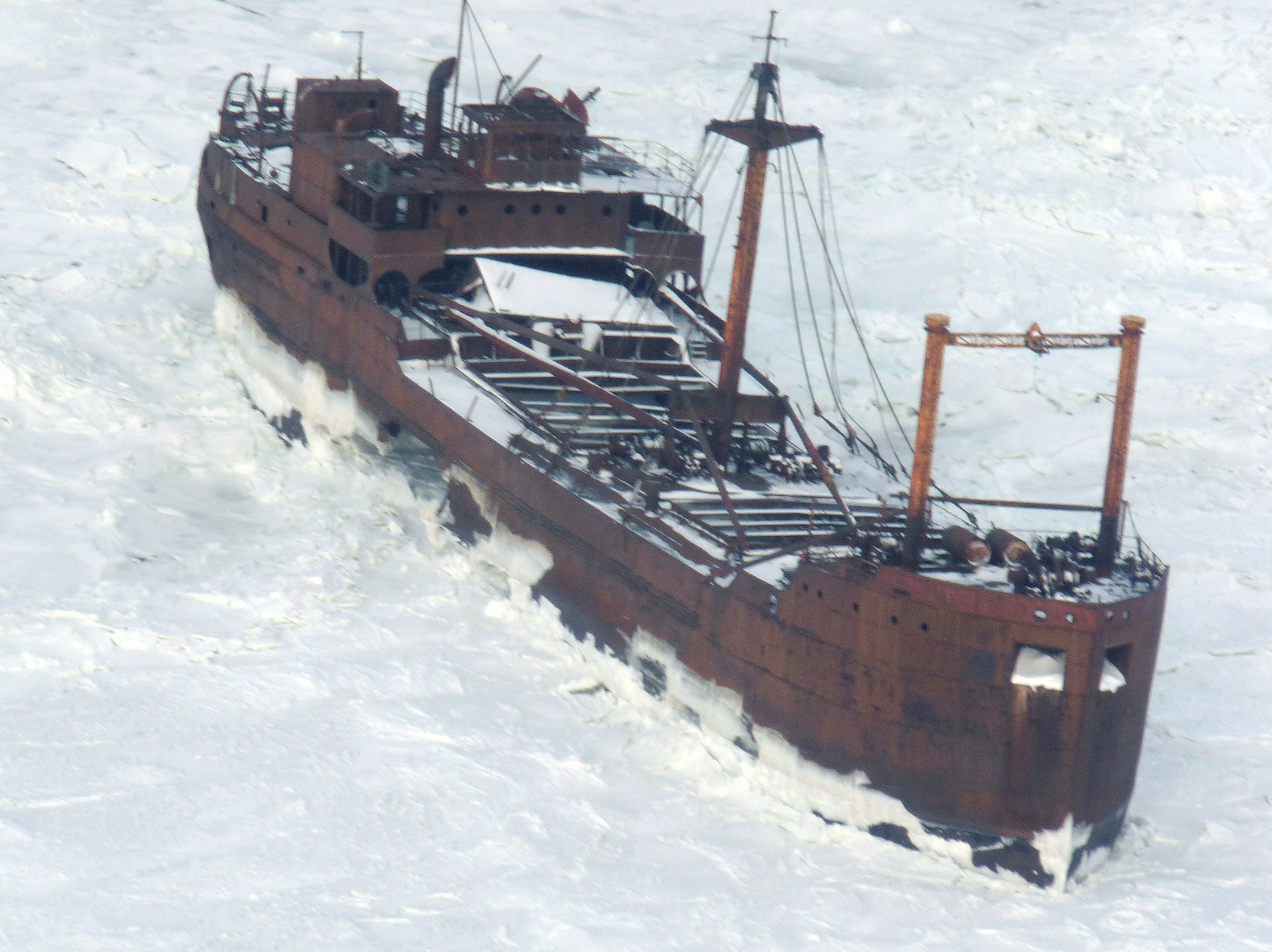
Pecio del SS Ithaka, encallado en Canadá.

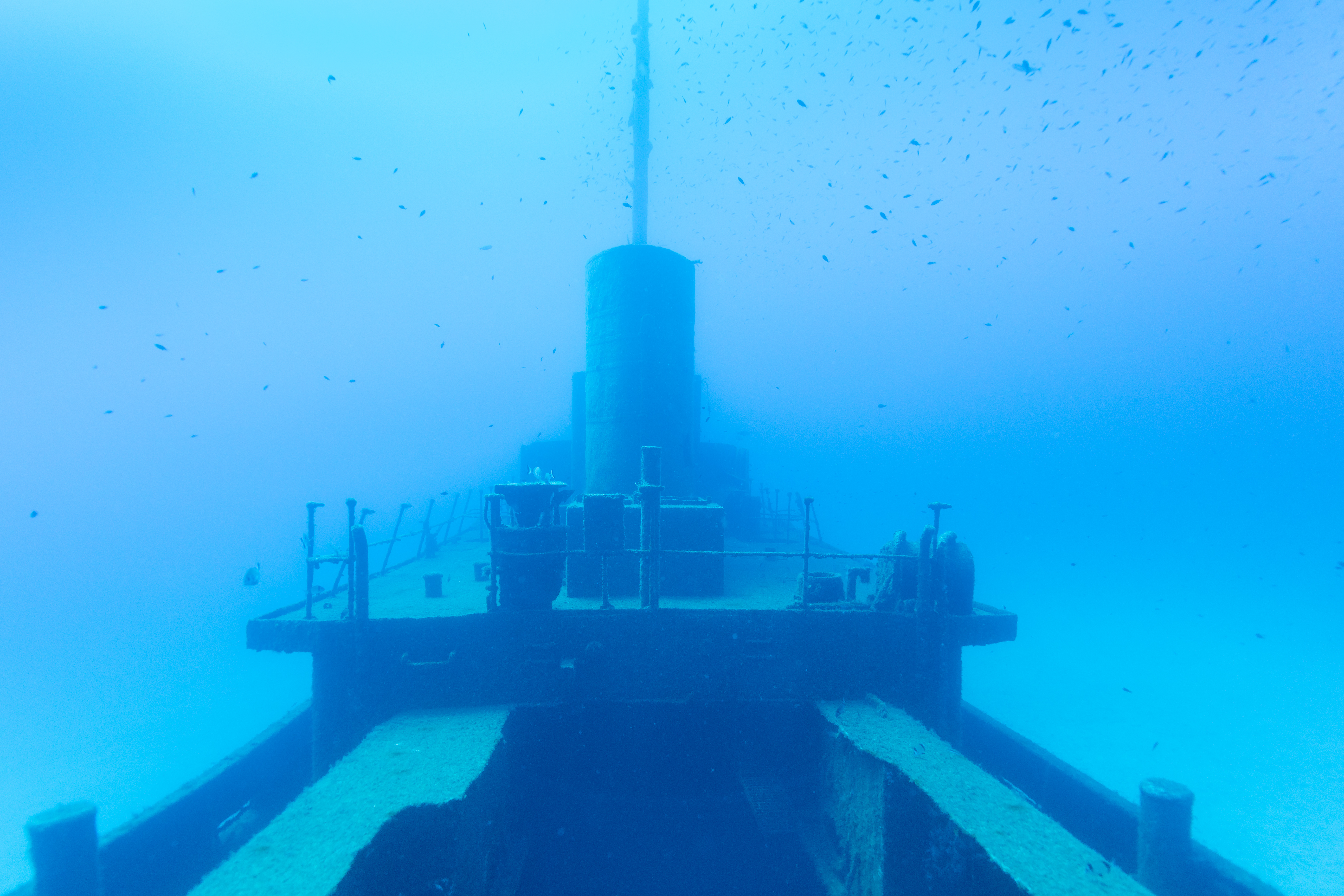
Pecio del remolcador Rozi, costas de Malta. Fue hundido en 1992 para crear un arrecife artificial.

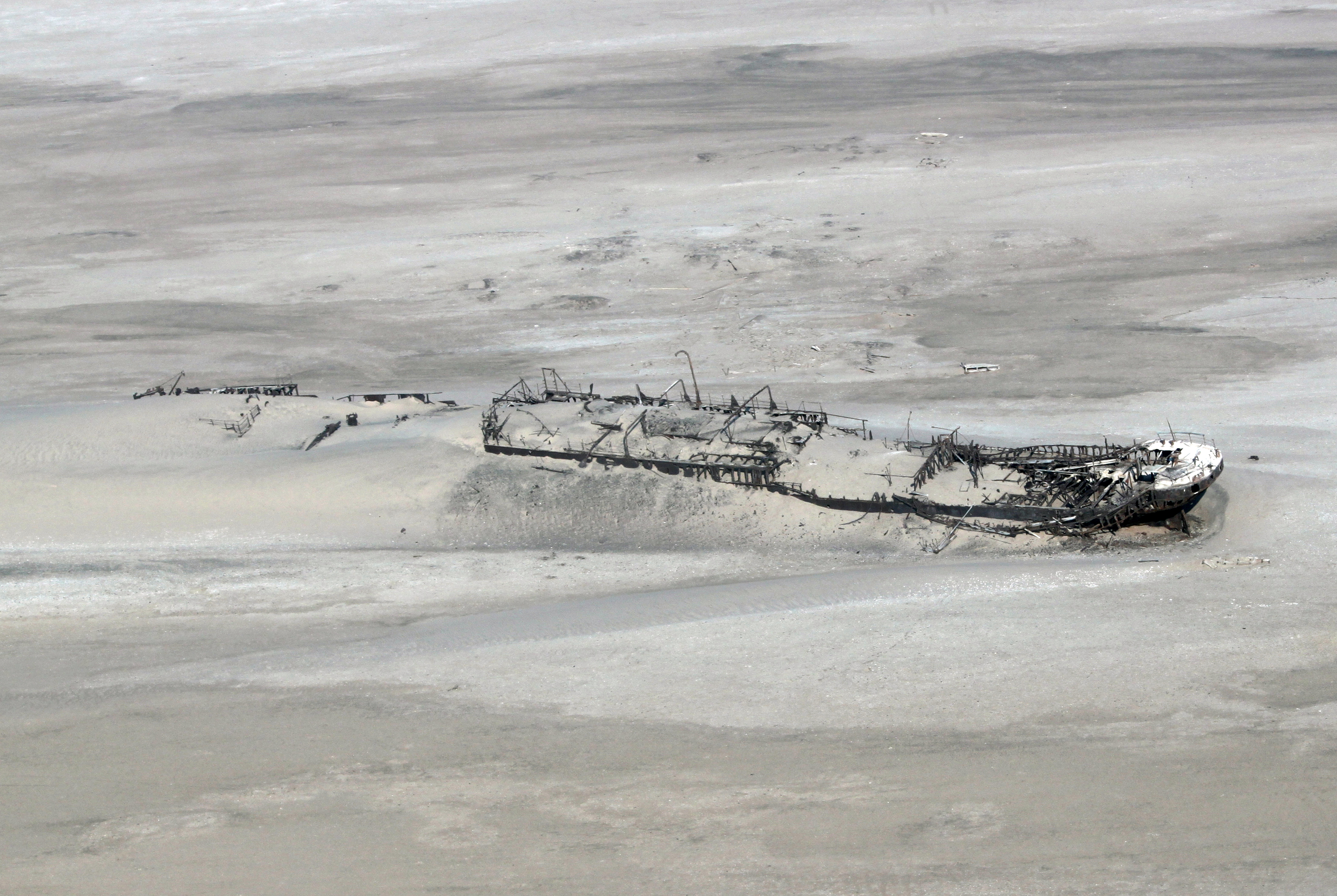
Restos del mercante Eduard Bohlen en la costa de los Esqueletos.

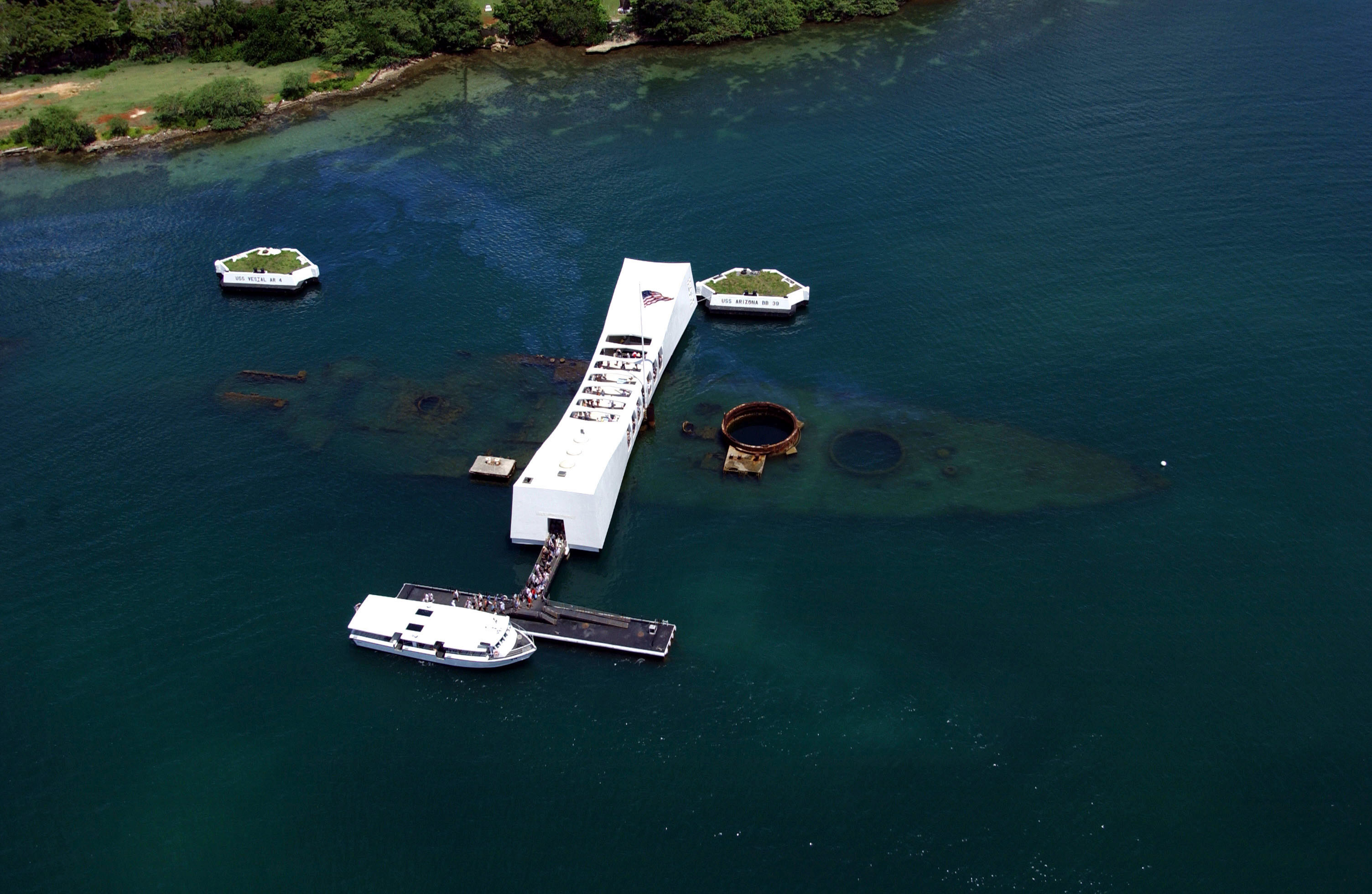
Los restos del USS Arizona se han convertido en un buque museo.

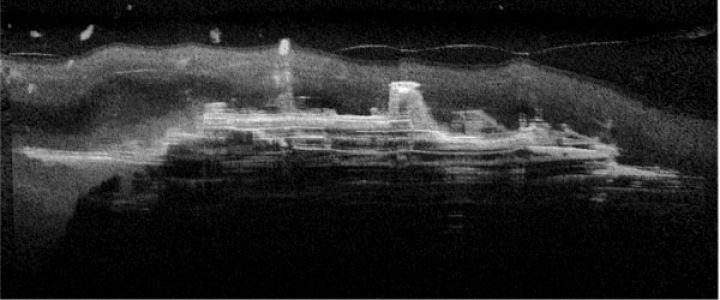
Imagen de sonar del pecio del Mijaíl Lermontov descansando en el fondo del mar.

Estos son algunos de los pecios más conocidos:

### Pecios en el Mediterráneo
- Almirante Ferrándiz
- Amiral Charner
- Baleares
- Edgar Quinet
- HMHS Britannic
- RMS Windsor Castle
- Reina María Luisa
- Real Carlos
- San Hermenegildo
- Sirio
- SMS Gneisenau
- SMS Kurfürst Friedrich Wilhelm
- SS Californian
- C-3
- HMS Irresistible
- HMS Sussex
- HMS Zealous (R39)
- HMS Victoria
- USS Harwood
- Magenta
- Demetrios II
- M/S Sea Diamond
- MV Panagiotis
- Mesudiye
- Isla Gomera (Naranjito)
- MS Zenobia
- Jolanda
- Dimitrios

### Pecios en el mar Rojo
- Salem Express
- SS Thistlegorm

### Pecios en el mar Negro
- Armeniya
- SS Almirante Najímov
- MV E Evangelia

### Pecios en el Índico
- Achille Lauro
- SS Tottenham
- West Ridge
- King Cruiser
- Khoula F

### Pecios en el Atlántico sur
- Monte Cervantes
- Rosales
- Endurance
- HMS Sheffield (D80)
- HMS Coventry (D118)
- HMS Ardent (F184)
- HMS Antelope (F170)
- ARA General Belgrano (C-4)
- ARA Santa Fe (S-21)
- ARA San Juan (S-42)
- Príncipe de Asturias
- MV Dunedin Star
- Eduard Bohlen
- BOS 400
- Logos

### Pecios en el Atlántico norte
- SS Arabic
- SS American Star
- Andrea Doria
- Cap Arcona
- RMS Lusitania
- SS Leopoldville
- SS Laurentic
- SS Laurentic
- RMS Titanic
- RMS Republic
- RMS Carpathia
- San José
- General von Steuben
- Goya
- Valbanera
- Bismarck
- USS Oriskany
- MV Plassy
- SS Ithaka
- Astron
- RMS Rhone

### Pecios en el Pacífico
- Aikoku Maru
- Yamato
- USS Arizona (BB-39)
- SMS Dresden
- Corbeta Esmeralda
- SS Alkimos
- MS Mijaíl Lermontov
- MS World Discoverer
- MV Sygna
- MV Doña Marilyn
- Diamond Knot

### Pecios en ríos
- SS Bremen
- RMS Empress of Ireland
- Admiral Graf Spee